# Chrysometa decolorata
Chrysometa decolorata este o specie de păianjeni din genul Chrysometa, familia Tetragnathidae. A fost descrisă pentru prima dată de O. P.-cambridge, 1889.
Este endemică în Guatemala. Conform Catalogue of Life specia Chrysometa decolorata nu are subspecii cunoscute.